# Iphiclides feisthamelii
Iphiclides feisthamelii  (лат.)  — бабочка из семейства парусников (Papilionidae).

## Этимология
Видовое название дано в честь французского энтомолога Joachim-François Philibert Julien de Feisthamel (1791–1851).

## Замечания по систематике
Статус таксона до конца не выяснен. Ранее большинство исследователей рассматривало таксон в ранге подвида подалирия (Iphiclides podalirius).

## Описание
Размах крыльев 60—75 мм; самки несколько крупнее самцов. Основной цветовой фон крыльев светло-жёлтый. Передние крылья с чёрным рисунком из 7 вертикальных клиновидных полос, задние крылья — с чёрно-голубым окаймлением. Задние крылья с хвостиками длиной до 15 мм, у их основания — по глазчатому пятну. Самцы данного вида бледно-желтые с желто-оранжевым костальным краем передних крыльев. Чёрные полосы на крыльях развиты гораздо сильнее, чем у подалирия.

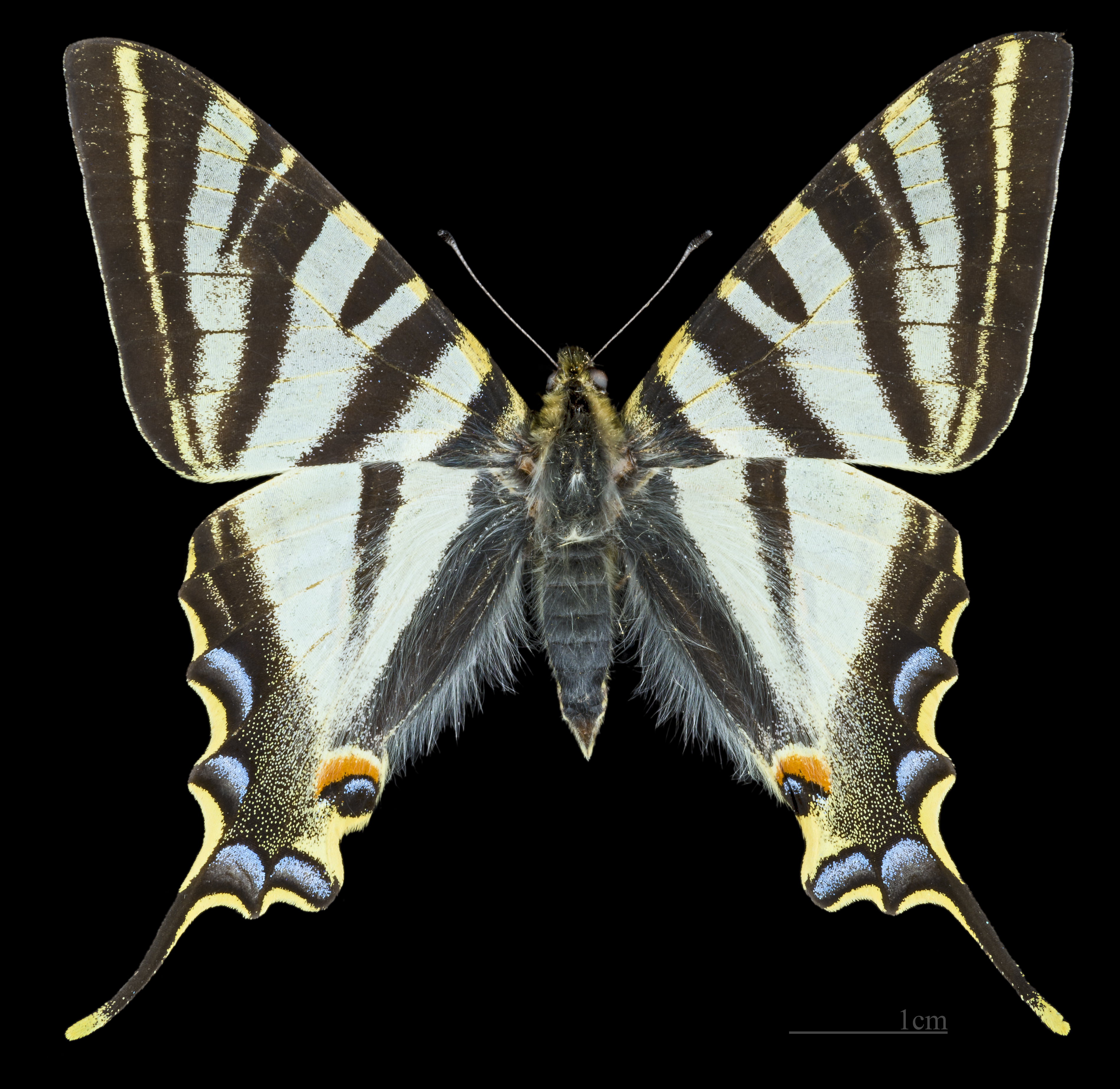
Самец
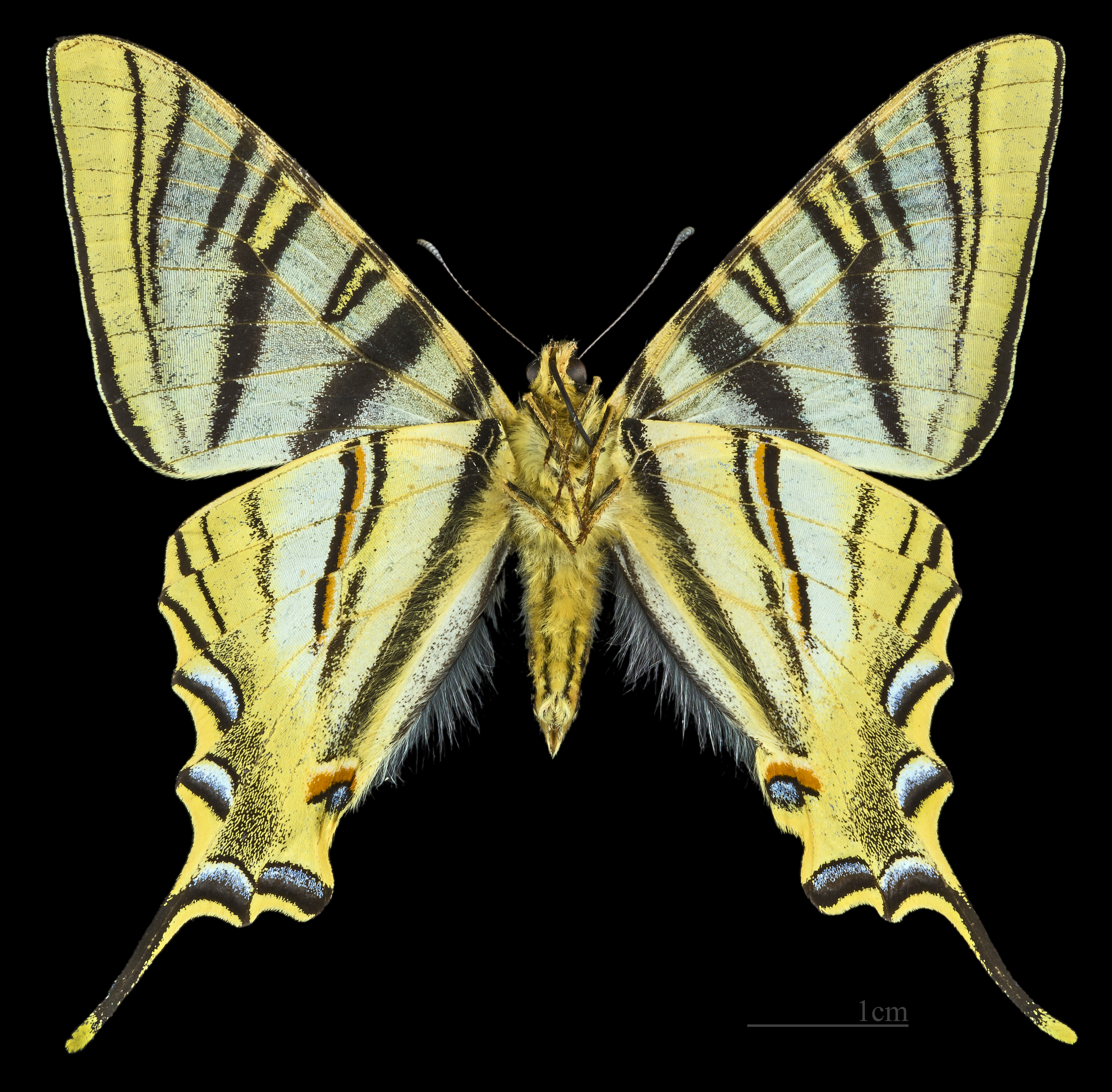
Самец нижняя сторона
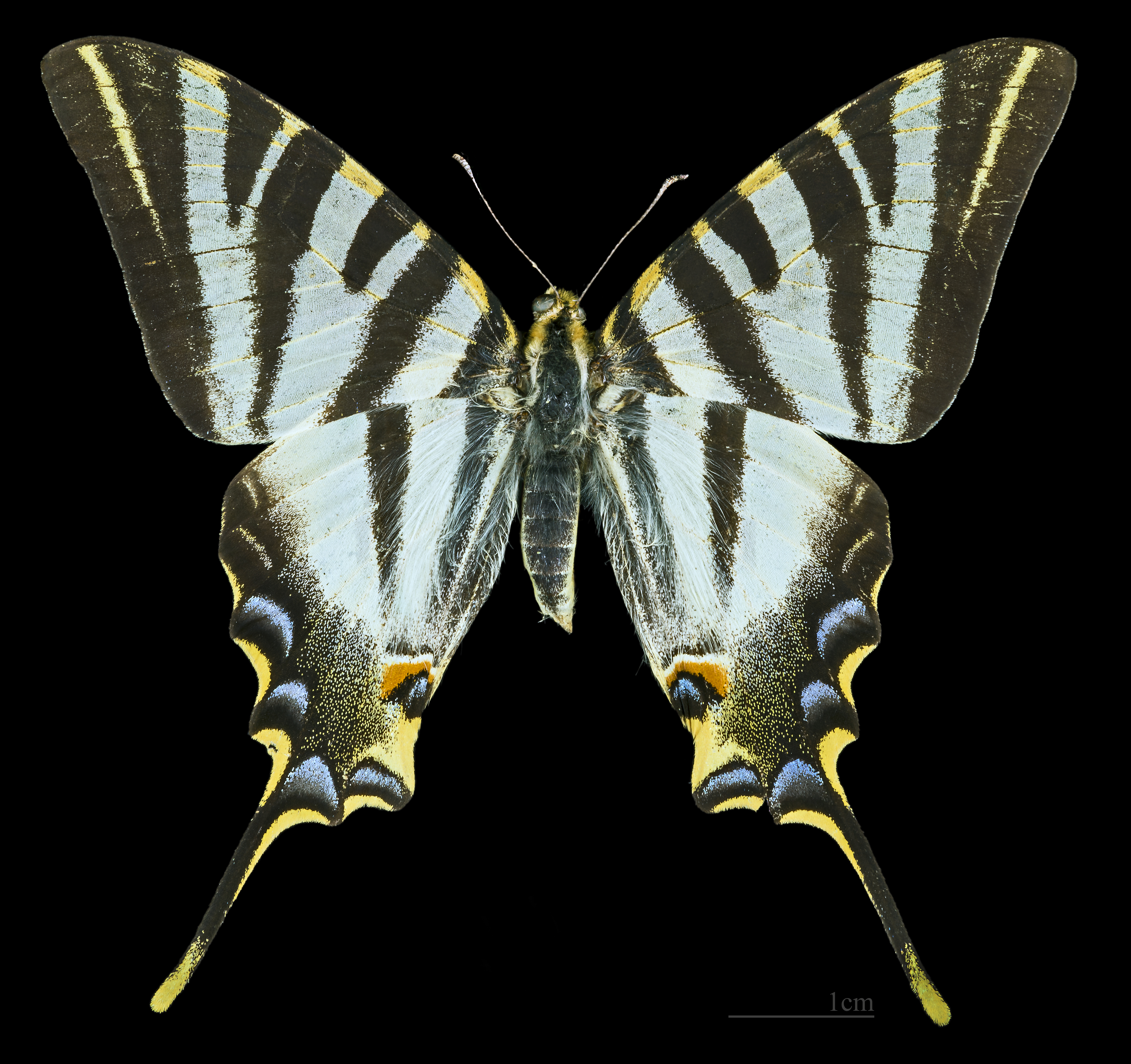
Самка
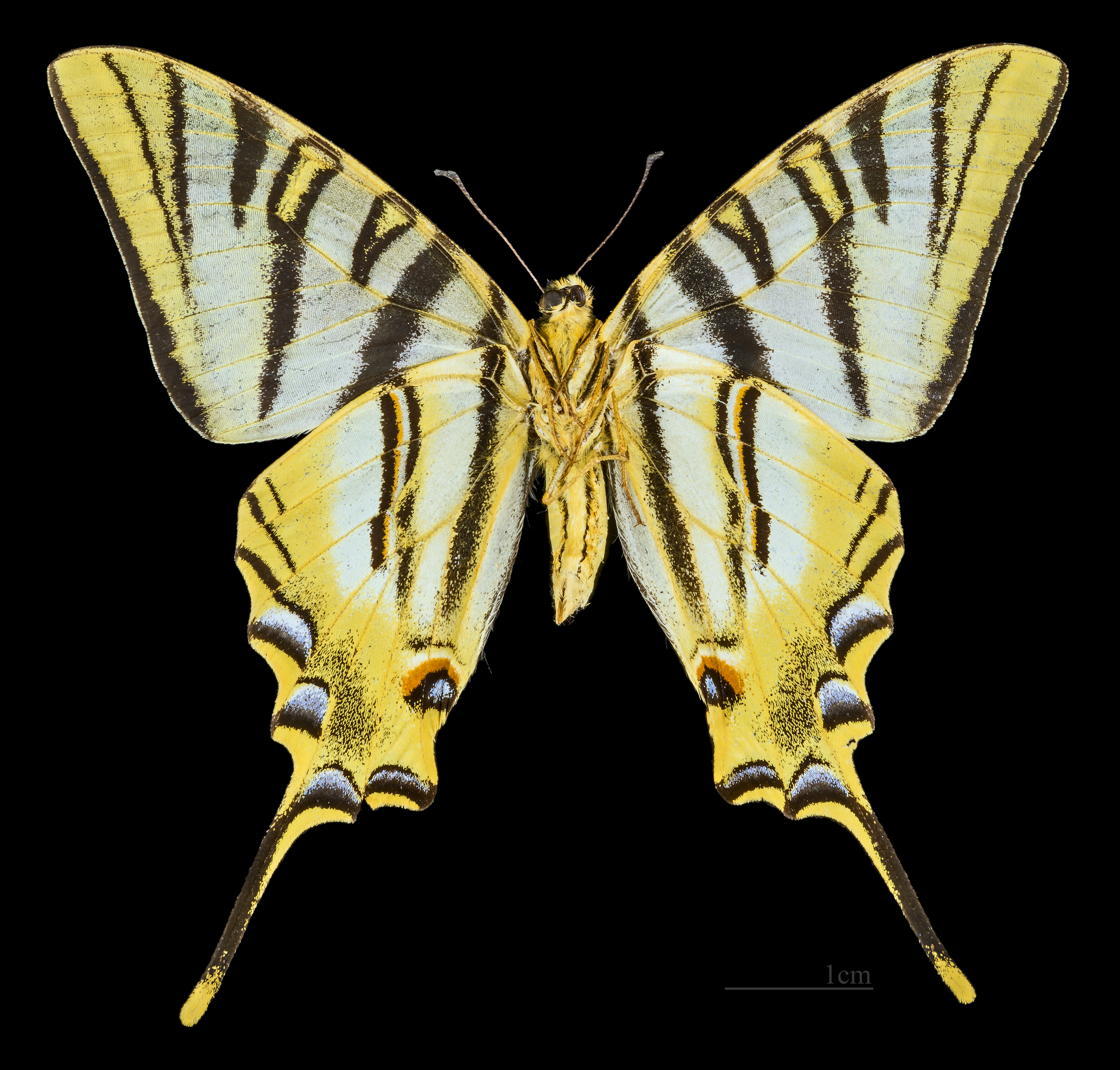
Самка нижняя сторона

## Ареал
Встречается в Северной Африке (Марокко, Алжир, Тунис), на Пиренейском полуострове и в Пиренеях, где он заменяет собой подалирия. Во Франции ареал вида охватывает восточные Пиренеи, а на остальной части страны распространён подалирий.

## Биология
В более теплых частях ареала время лёта длится с марта по октябрь, за это время развивается до четырёх поколений. В более холодных частях ареала развивается только 2 или 3 поколения за год. В горах поднимается на высота до 2500 метров над уровнем моря. Гусеница питается на растениях семейства розоцветных, таких как тёрн, слива, боярышник, яблоня, персик, миндаль и другие.